# Върток
Върто̀кът е ръчен инструмент с Т-образна форма (с цел по добро захващане и осигуряване нужното усилие, както и предотвратяване превъртането по време на работа), също наричан понякога и Т-образен ключ, използван за закрепване на приспособления за нарязване, навиване, стягане или др. Използва се основно в металообработването, машиностроенето и металургията.

## Видове въртоци
- Върток със закрепен на него метчик
- Т-образен върток с монтиран на него метчик
- Върток с монтирана на него плашка
- Гаечен ключ-върток (глух ключ)
- Други видове въртоци